# 1,5-diaza-3,7-difosfacyklooktany

Struktura ligandu P2N2

1,5-Diaza-3,7-difosfacyklooktany jsou heterocyklické sloučeniny se vzorcem [R'NCH2P(R)CH2]2, zkráceně PR2N R'
2 . Jedná se o bílé pevné látky citlivé na přítomnost vzduchu a rozpustné v organických rozpouštědlech. Mají diastereomery označované meso a d,l-, ale jako bidentátní ligandy mohou fungovat pouze meso formy.
Některé cheláty typu kov-PR2N R'
2  katalyzují reakce vyvíjející vodík a oxidace vodíku. V průběhu katalýzy dochází k interakcím substrátu s aminy ve druhé koordinační sféře.
Nejčastější komplexy 1,5-diaza-3,7-difosfacyklooktanů obsahují dva ligandy a odpovídají vzorci [Ni(P R
2 N R'
2 )2]2+. Jejich konformace se podobají konformacím  1,4-diazacykloheptanů. Acyklické fosfino-aminové ligandy mají vzorec (R2PCH2)NR'.

## Příprava a reakce
Tyto ligandy se připravují kondenzacemi primárních fosfinů s formaldehydem a primárními aminy:
2 RPH2 + 4 CH2O + 2 RNH2 → [RNCH2P(R')CH2]2 + 4 H2O
Diaza-3,7-difosfacyklooktany působí jako chelatující difosfinové ligandy.

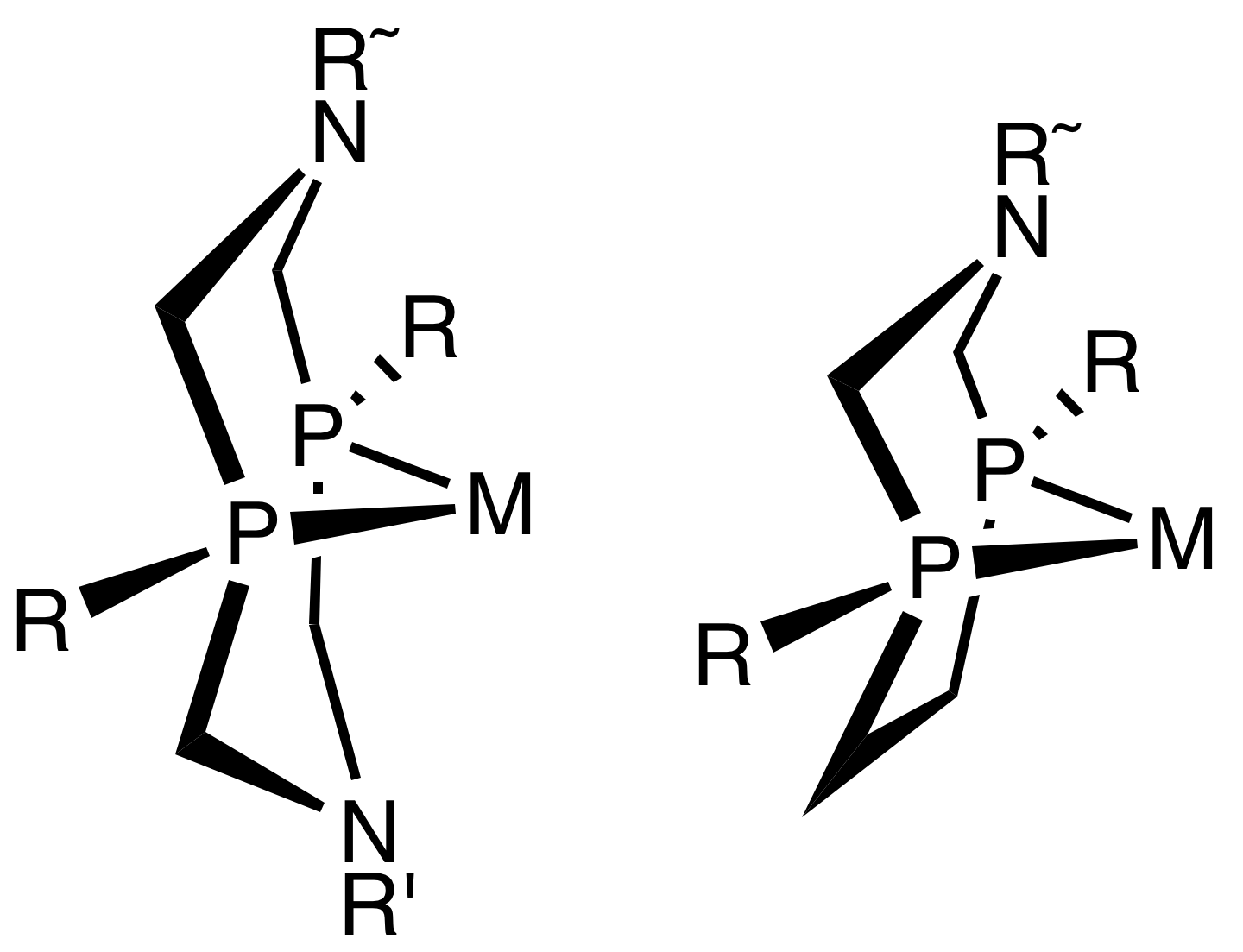
Konformace chelátů P2N2-M a P2N-M

Kationtové komplexy těchto a jiných podobných ligandů se často vyznačují vysokou reaktivitou vůči vodíku a lze je použít jako elektrokatalyzátory při jeho výrobě.

## Podobné ligandy
Podobnou skupinou difosfinů jsou azadifosfacykloheptany, které se liší přítomností jediné aminové skupiny. Připravují se kondenzacemi 1,2-bis(fenylfosfino)ethanu, formaldehydu, a primárních aminů.